# Jozef Alfons Hermans
Jozef Alfons Hermans (Hasselt, 5 september 1895 - 19 juni 1942) was een Belgisch volksvertegenwoordiger.

## Levensloop
Hij begon zijn loopbaan als werktuigkundige in de mijn van Winterslag en was er ook propagandist voor het ACW. In 1933 nam hij deel aan de stichting van het Vlaamsch Nationaal Syndicaat en van de Vlaamsche Nationale Ziekenkas. Hij werd voltijds secretaris van beide organisaties.
In 1932 werd hij verkozen tot gemeenteraadslid van Hasselt. In 1936 werd hij verkozen tot provincieraadslid voor de Katholieke Vlaamse Volkspartij.
In 1939 werd hij verkozen tot VNV-volksvertegenwoordiger voor het arrondissement Hasselt. Hij liet zich toen kennen als tegenstander van vreemde arbeidskrachten en als antisemiet. Tijdens de oorlog bleef hij actief in het VNV en nam een topfunctie aan in de Dietsche Militie - Zwarte Brigade.